# Tollaslabda a 2000. évi nyári olimpiai játékokon
A 2000. évi nyári olimpiai játékokon a tollaslabda versenyeit szeptember 16. és 23. között rendezték meg.

## Éremtáblázat
(Az egyes számoszlopok legmagasabb értéke vagy értékei vastagítással kiemelve.)
| A 2000. évi nyári olimpiai játékok éremtáblázata tollaslabdában | A 2000. évi nyári olimpiai játékok éremtáblázata tollaslabdában | A 2000. évi nyári olimpiai játékok éremtáblázata tollaslabdában | A 2000. évi nyári olimpiai játékok éremtáblázata tollaslabdában | A 2000. évi nyári olimpiai játékok éremtáblázata tollaslabdában | Olimpia  |
| --------------------------------------------------------------- | --------------------------------------------------------------- | --------------------------------------------------------------- | --------------------------------------------------------------- | --------------------------------------------------------------- | -------- |
|                                                                 | Ország                                                          | Arany                                                           | Ezüst                                                           | Bronz                                                           | Összesen |
| 1.                                                              | Kína (CHN)                                                      | 4                                                               | 1                                                               | 3                                                               | 8        |
| 2.                                                              | Indonézia (INA)                                                 | 1                                                               | 2                                                               | 0                                                               | 3        |
|                                                                 |                                                                 |                                                                 |                                                                 |                                                                 |          |
| 3.                                                              | Dél-Korea (KOR)                                                 | 0                                                               | 1                                                               | 1                                                               | 2        |
| 4.                                                              | Dánia (DEN)                                                     | 0                                                               | 1                                                               | 0                                                               | 1        |
|                                                                 |                                                                 |                                                                 |                                                                 |                                                                 |          |
| 5.                                                              | Nagy-Britannia (GBR)                                            | 0                                                               | 0                                                               | 1                                                               | 1        |
|                                                                 |                                                                 |                                                                 |                                                                 |                                                                 |          |
| Összesen                                                        | Összesen                                                        | 5                                                               | 5                                                               | 5                                                               | 15       |

## Érmesek
| A 2000. évi nyári olimpiai játékok érmesei tollaslabdában |                                                |                                                   |                                                    |
| Versenyszám                                               | Arany                                          | Ezüst                                             | Bronz                                              |
| férfi egyes                                               | Ji Xinpeng · Kína (CHN)                        | Hendrawan · Indonézia (INA)                       | Xia Xuanze · Kína (CHN)                            |
| férfi páros                                               | Indonézia (INA) · Tony Gunawan · Candra Wijaya | Dél-Korea (KOR) · I Dongszu · Ju Jongszong        | Dél-Korea (KOR) · Ha Thekvon · Kim Dongmun         |
| női egyes                                                 | Gong Zhichao · Kína (CHN)                      | Camilla Martin · Dánia (DEN)                      | Ye Zhaoying · Kína (CHN)                           |
| női páros                                                 | Kína (CHN) · Ge Fei · Gu Jun                   | Kína (CHN) · Huang Nanyan · Jang Vej              | Kína (CHN) · Gao Ling · Qi Yiyuan                  |
| vegyes páros                                              | Kína (CHN) · Zhang Jun · Gao Ling              | Indonézia (INA) · Tri Kusharyanto · Minarti Timur | Nagy-Britannia (GBR) · Simon Archer · Joanne Goode |